# کرایسلر دریفتر
کرایسلر دریفتر یک خودرو است که از سال 1977 تا 1978 توسط کرایسلر استرالیا تولید شده‌است. این خودرو در سبک‌های بدنه پنل‌ون و کوپه‌یوتیلیتی ارائه شده است. 